# Эль-Аббасия
Эль-Аббасия (араб. العباسية‎) — город на юге Судана, расположенный на территории штата Южный Кордофан. Входит в состав округа Рашад.

## Географическое положение
Город находится в северо-восточной части штата, на плато Кордофан, на высоте 651 метра над уровнем моря.
Эль-Аббасия расположена на расстоянии приблизительно 210 километров к северо-востоку от Кадугли, административного центра штата и на расстоянии 383 километров к юго-юго-западу (SSW) от Хартума, столицы страны.

## Конфликт в Южном Кордофане
28 января 2012 года, в окрестностях Эль-Аббасии, бойцами Народной армии освобождения Судана были захвачены в плен 29 китайских рабочих, участвовавших в строительстве дороги.